# O'a (kaldera)
O'a (též Šala či italsky (Lago) Scialla) je největší kaldera v Etiopii. Kaldera je 25 km dlouhá a 17 km široká. V kaledeře se nacházejí dvě jezera – jezero Šala (O'a) a maléí maarové jezírko Čitu (Chitu). Severovýchodně od kaldery leží jezero Abiijata. Na březích jezer vyvěrají horké prameny a jsou zde aktivní fumaroly.. 
Kaldera byla zformována při mohutné explozi před zhruba 240 000 lety.Postkalderové stádium aktivity se projevilo vytvořením dvou pyroklastických sypaných kuželů čedičového složení severně od kaldery a skupiny tufových prstenců a lávových proudů blízko jihozápadního okraje pobřeží jezera. Kaldera je součástí Národního parku Abijata-Šala. 